# Olivier Ertzscheid
Olivier Ertzscheid (n. 1972) este un cercetător francez în științele informației și ale comunicării, care predă ca lector la Universitatea din Nantes și la Institutul universitar de tehnologie din La Roche-sur-Yon. El este interesat în special de evoluția dispozitivelor și practicilor digitale, în special în domeniul culturii. El publică în mod regulat în mass-media care se ocupă cu aceste întrebări (OWNI, rubrica « Écrans » a ziarului Libération), precum și pe blogul Affordance.info.

## Activități de cercetare
În calitate de cercetător în științele informației și comunicării, Olivier Ertzscheid se interesează în special de efectele practicilor digitale asupra ecosistemului documentar, de la transformarea bibliotecilor în noi medii de citire-scriere până la evoluția instrumentelor de indexare. În această perspectivă, el acordă o atenție specială opțiunilor tehnice și strategice ale unora dintre cei mai importanți actori ai Internetului precum Google, Facebook sau Apple.
În articolul « L’homme est un document comme les autres : du World Wide Web au World Life Web », publicat în 2009 în revista Hermes, Olivier Ertzscheid a dezvoltat ideea că odată cu noile tehnologii și rețele sociale, identitatea individuală funcționează acum ca un document: ea este un set de date care sunt indexate, agregate și relaționate. În același spirit, el a scris numeroase articole sau posturi pe blog despre mai multe dispozitive concepute pentru a reține sau a automatiza comportamentul utilizatorului autentificat.
Deși îi denunță pericolele potențiale, Olivier Ertzscheid, cu toate acestea, nu este un adversar al Internetului. El urmărește în schimb să promoveze formarea competenței digitale, considerând Internetul ca un mediu de publicare pe care elevii și studenții trebuie să învețe să-l folosească.
El este un apărător înflăcărat al patrimoniului digital comun, al accesului liber la informații și al domeniului public.

## Prezență în mass-media
În perioada lansării cărții sale Qu'est-ce que l'identité numérique ? în 2013, Olivier Ertzscheid a dezbătut subiectul în emisiunea Atelier des médias de la Radio France International.

Într-un interviu pentru Le Figaro din 2010, Olivier Ertzscheid a reacționat cu privire la controversa cărților digitale și a proiectului Google Books. Pentru el, statele europene au rămas în urmă în digitalizarea cărților. El a criticat Europeana pe care o consideră a fi 
„invisible aux yeux des internautes”
 în contrast cu Google Books.
În 2008, Olivier Ertzscheid considera că elevii „folosesc Google într-un mod prea exclusiv și la doar 10% din posibilitățile sale reale. Adică ei sunt mulțumiți cu motorul de căutare Google, fără a folosi alte servicii la fel de interesante (căutarea de imagini și mai ales cele de știri) sau alte opțiuni de căutare avansate”. În acest interviu de la Libération, el adaugă că majoritatea utilizatorilor de internet nu folosesc instrumente precum Google și Wikipedia la posibilitățile lor maxime.

## Publicații
- cu Gabriel Gallezot, Chercher faux et trouver juste (Colloque bilatéral franco-roumain, CIFSIC Université de Bucarest, 2003)[10]
- Créer, trouver et exploiter les blogs,  Format:Éd. ADBS 2008 ISBN: 978-2843651021
- Identité numérique et e-réputation,  Format:Éd. IUT de la Roche-sur-Yon 2011 ISBN: 978-2915760033
- Qu'est-ce que l'identité numérique ? : Enjeux, outils, méthodologies,  Format:Éd. OpenEdition Press ISBN: 978-2821813373
- cu Gabriel Gallezot și Brigitte Simonnot, À la recherche de la ”mémoire” du web : sédiments, traces et temporalités des documents en ligne, dans . ISBN 2200286279. OCLC 829994941. Lipsește sau este vid: |title= (ajutor)